# かげぼうし
かげぼうしは、日本の3人組ロックバンドである。2003年5月結成。

## メンバー
- 大塚勇里（おおつか ゆうり、1980年7月24日 - ）
  - ギター・ボーカル担当。
- 金澤直樹（かなざわ なおき、1981年3月28日 - ）
  - ベース・コーラス担当。
- 滑川毅（なめかわ たけし、1982年12月28日 - ）
  - ドラム・コーラス担当。

## 来歴
2003年5月、結成。6月、高円寺GEARにて初ライブを行う。自主音源を制作し、本格的に活動を開始する。
2007年6月、1枚目のCDアルバム『アンダンテ』をBad News Records よりリリース。12月にCOUNTDOWN JAPAN 07/08に出演。
2008年10月、シングル「掌」（土屋昌巳プロデュース）にてSONIC BANG RECORDS （コロムビアミュージックエンタテインメント内レーベル）よりメジャーデビュー。

## ディスコグラフィー

### インディーズ

#### アルバム
- 歩（2006年7月14日発売）
- アンダンテ（2007年6月6日発売）

#### 参加作品
- 108% Bad News（2007年9月26日発売）
  - 「ローランダー」「あの日のエナジー」収録。
- パンクロック・バトルロイヤル5（2008年3月5日発売）
  - 「春よ、来い」カバー参加。

### メジャー

#### シングル
- 掌（2008年10月8日発売）

#### 参加作品
- Shout at YUMING ROCKS（2009年4月8日発売）
  - 松任谷由実のトリビュート・アルバム。「春よ、来い」カバー参加。（新録音）

## 外部サイト
- Kagebo-shi Officialwebsite[リンク切れ] かげぼうしオフィシャルサイト
- かげぼうし  日本コロムビア